# 緒方莉央
緒方莉央（1977年4月30日—），日本女性配音員、舞台演員、司儀。出身於大阪府。B型血。

## 人物簡介
大阪府立蘆間高等學校（從大阪府立守口高等學校併入）畢業。現所屬MATSURI PROJECT、J Production（業務提攜），原屬大阪TV talent bureau（簡稱TTB）（2006年3月以前）。
為人熟悉的代表配音作品是SNK電玩格鬥遊戲《格鬥天王》系列的克里斯和（大蛇篇）頭目角色大蛇、以及日本NOVA外語學校廣告系列吉祥物Nova兔。
除了是一名聲優之外，還是一名美甲師。
關西地區在地棒球隊歐力士野牛的球迷。

## 演出作品

### 廣告
- NTT DOCOMO
- JR西日本
- 樂敦製藥
- 麒麟啤酒
- NOVA（聲演NOVA兔（日语：NOVAうさぎ））
- TU-KA（日语：ツーカー）
- Saraya（日语：サラヤ）
- Pip藤本（今改名Pip)

### 動畫
- 敬語之謎（2005） 聲演 NOVA兔

### 遊戲
- 格鬥天王系列（1997～2010，克里斯、炎之克里斯、大蛇）[注 1]

- KOF Sky Stage（2010，炎之克里斯、大蛇）

### 舞台
- 山打根八號娼館（護士）
- 不是寬廣極好的宇宙嗎（クリコ）
- 上帝·呼吸·你～狂奏曲～（早苗）
- 阿爾傑農花束（アリス·キニアン）
- 降下玉米花的城鎮

### 廣播劇CD
- 格鬥天王'97 宿命篇（克里斯）

## 腳註

## 外部連結
- MATSURI PROJECT公式官網的聲優簡介 （页面存档备份，存于） （日語）
- 緒方莉央的Facebook專頁 （日語）
- 緒方莉央的X（前Twitter） （日語）
- 緒方莉央17Live主頁 （页面存档备份，存于） （日語）
- J Production公式官網的聲優簡介 （页面存档备份，存于）（日語）